# Rubens Duval
Rubens Duval (geb. 25. Oktober 1839 in Morsang-sur-Orge; gest. 10. Mai 1911 ebenda) war ein französischer Orientalist. Er war Professor für Aramäische Sprachen und Literatur am Collège de France. Er war Mitglied der Société asiatique. Er ist Verfasser einer Geschichte der syrischen Literatur (erschienen in der Bibliothèque de l’enseignement de l’histoire ecclésiastique).
Jean-Baptiste Chabot (1860–1948), Gründer des Corpus Scriptorum Christianorum Orientalium und ebenfalls Verfasser eines Werkes zur syrischen Literatur, schrieb eine Notiz zu Leben und Werk (mit einer Bibliographie).

## Publikationen (Auswahl)
- Traité de grammaire syriaque. Vieweg, Paris 1881 (archive.org).
- Les dialectes néo-araméens de Salamas. Textes sur l’état actuel de la Perse et contes populaires, publiés avec une traduction française. Vieweg, Paris 1883.
- Lexicon syriacum auctore Hassano Bar Bahlule, voces syriacas græcasque cum glossis syriacis et arabicis complectens. Imprimerie nationale, Paris, 6 fasc. (1888, 1890, 1892, 1894, 1897, 1900).
- Histoire politique, religieuse et littéraire d’Édesse jusqu’à la première croisade. Ernest Leroux, Paris 1892 (archive.org).
- L’alchimie syriaque, comprenant une introduction et plusieurs traités d’alchimie syriaques et arabes d’après les mss. du British Museum et de Cambridge, texte et traduction (Forme le tome II de La chimie au Moyen Âge, sous la direction de Marcellin Berthelot). Imprimerie nationale, Paris 1893.
- Les littératures araméennes (Leçon inaugurale de sa chaire au Collège de France). É. Leroux, Paris 1895.
- La littérature syriaque (= Bibliothèque de l’enseignement de l’histoire ecclésiastique. Anciennes littératures chrétiennes, II). Lecoffre, Paris 1899 ; 2e éd., 1900 (archive.org/archive.org); 3e éd., 1907 (réimpr. Philo Press, Amsterdam 1970).
- Išo’yahb III Patriarcha. Liber Epistularum, CSCO 11/12 (Script. Syri 11/12), syriaque et latin. Paris 1904–05.
- Sévère d’Antioche. Homiliæ cathedrales (Homélies LII à LVII) (in der syrischen Übersetzung von Jakob von Edessa), PO 15 (t. IV, fasc. 1). Didot, Paris 1907.

- « Notice sur le dialecte de Ma’loula », Journal asiatique, VIIe série, t. XIII, 1879, S. 456–475.
- « Inscriptions syriaques de Salamas en Perse », reproduction d’estampages, texte, traduction et notes, Journal asiatique, T. V, 1885, S. 39–62.
- « Le patriarche Mar Jabalaha III et les princes mongols de l’Adherbaidjan », Journal asiatique, T. XIII, 1889, S. 313–354.
- « Le Testament de saint Éphrem. Introduction, texte et traduction », Journal asiatique, T. XVIII, 1901, S. 234–319.